# Phycitiplex
Phycitiplex is een geslacht van insecten uit de orde vliesvleugeligen (Hymenoptera) en de familie Ichneumonidae.

## Soorten
- P. charieis (Porter, 1967)
- P. doddi (Cushman, 1927)
- P. eremnus (Porter, 1967)
- P. eugrammus (Porter, 1986)
- P. lepidus Porter, 2008
- P. obscurior Porter, 2008
- P. peralta Porter, 2008
- P. tricinctus Porter, 2008
- P. trichroma Porter, 2008
- P. unicinctus Porter, 2008